# 糸魚川市立能生中学校
糸魚川市立能生中学校（いといがわしりつのうちゅうがっこう）は、新潟県糸魚川市にある公立中学校。

## 沿革
出典→
- 1960年4月1日 - （旧）能生中学校・木浦中学校・能生谷中学校の一部を統合し新設。
- 1992年4月1日 - 南中学校統合、同年4月6日開校式。
- 1993年
  - 4月 - 現在の能生中学校竣工。
  - 6月 - 屋外運動場完成。
- 2010年4月 - 糸魚川市立磯部中学校を統合。
- 2020年 - 大規模改修工事。

## 特記事項
毎年5月に地域素材や地域講師を活用した学年毎の探究活動を通して、生徒が人と自然との関わりを学んだり郷土を愛する心を高めたりすることができるように
する目的で、ジオサイト学習を実施している。

## 著名な卒業生
- 大の里泰輝 - 大相撲力士[2]
- 白熊優太 - 大相撲力士[2]
- 嘉陽快宗 - 大相撲力士